# Totem de Kayung

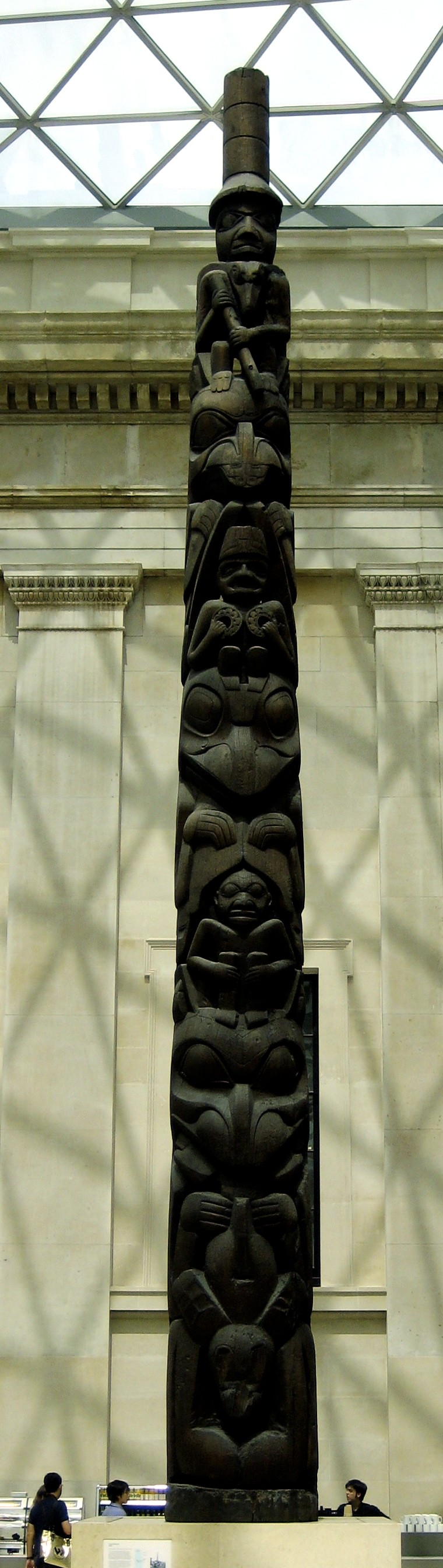
Totem de Kayung.

Le Totem de Kayung est sculpté vers 1850 sur l'île Graham en Colombie-Britannique. Acheté à Charles F. Newcombe (en) en 1903, ce totem haida est en 2013 exposé au British Museum.